# Arki
Arki es un pueblo y nagar Panchayat situada en el distrito de Solan,  en el estado de Himachal Pradesh (India). Su población es de 3040 habitantes (2011). 

## Demografía
Según el censo de 2011 la población de Arki era de 3040 habitantes, de los cuales 1532 eran hombres y 1508 eran mujeres. Arki tiene una tasa media de alfabetización del 94,90%, superior a la media estatal del 82,80%: la alfabetización masculina es del 97,27%, y la alfabetización femenina del 92,50%.